# Fundación Daniel Zamudio
Fundación Daniel Zamudio es una organización chilena de la sociedad civil enfocada a combatir la homofobia en todos los frentes posibles, especialmente en lo relativo a las familias, el respeto y la valoración de la diversidad sexual y la inclusión social, fundada en 2012. En la actualidad la Fundación Daniel Zamudio es parte del Frente de la Diversidad Sexual y de Género, una instancia de diálogo y colaboración que aúna el esfuerzo de organizaciones como: Fundación Iguales, Movimiento por la Diversidad Sexual, Acción Gay, Fundación Todo Mejora, Organización de Transexuales por la Dignidad de la Diversidad, Agrupación Rompiendo el Silencio y Valdiversa.
La Fundación está compuesta principalmente por jóvenes profesionales o en formación. Entre los temas prioritarios de la fundación en la actualidad encontramos: la promoción de la reforma de la llamada Ley Zamudio o Ley N.º 20.609, la que si bien estableció el concepto de discriminación arbitraria no ha dado paso a la urgente instalación de políticas públicas en materia de prevención y / o educación para evitar que casos de discriminación se sigan cometiendo en el país, materia que trasciende el actual contenido de la ley. Por discriminación arbitraria la Ley Zamudio estableció: "toda distinción, exclusión o restricción que carezca de justificación razonable, efectuada por agentes del Estado o particulares, y que cause privación, perturbación o amenaza en el ejercicio legítimo de los derechos fundamentales establecidos en la Constitución Política de la República o en los tratados internacionales sobre derechos humanos ratificados por Chile y que se encuentren vigentes". La Fundación presentó a Álvaro Elizalde Soto, titular del Ministerio Secretaría General de Gobierno de Chile, su propuesta en la materia, en la conmemoración de su segundo aniversario.
La Fundación Daniel Zamudio plantea la creación de una nueva institucionalidad para el país que se haga cargo del tema de la no discriminación, esta propuesta recibe el nombre de CODIN y consistiría en un consejo nacional a cargo de la generación de las políticas públicas en la materia y que sería encabezado por un Presidente /a con calidad de Ministro de Estado. El CODIN encuentra sus referentes en experiencias internacionales como: el argentino Instituto Nacional contra la Discriminación, la Xenofobia y el Racismo y el mexicano Consejo Nacional para Prevenir la Discriminación.
Asimismo, los miembros de la fundación contribuyeron en la construcción de la animita en memoria de Daniel Zamudio ubicada en el lugar donde fue encontrado en el Parque San Borja, así como también del Memorial por la Diversidad Daniel Zamudio Vera, ubicado en el Cementerio General de Santiago y donde yacen sus restos mortales.